# Boss Tenor
Boss Tenor è un album di Gene Ammons, pubblicato nel 1960 dalla Prestige Records.

## Il disco
I brani dell'album furono registrati il 16 maggio 1960 al Van Gelder Studio di Englewood Cliffs, New Jersey (Stati Uniti).Il titolo del brano numero sette in alcune pubblicazioni discografiche è riportato come Savoy, in altre Stompin' at the Savoy.

## Tracce
Lato A
1. Hittin' the Jug – 8:29 (Gene Ammons)
2. Close Your Eyes – 3:46 (Bernice Petkere, Desmond Carter, H.M. Tennent)
3. My Romance – 4:16 (Richard Rodgers, Lorenz Hart)

Lato B
1. Canadian Sunset – 5:24 (Eddie Heywood, Norman Gimbel)
2. Blue Ammons – 4:57 (Gene Ammons)
3. Confirmation – 5:24 (Charlie Parker)
4. Savoy (Stompin' at the Savoy) – 3:31 (Bill Doggett, Lucky Millinder)

## Musicisti
- Gene Ammons - sassofono tenore
- Tommy Flanagan - pianoforte
- Doug Watkins - contrabbasso
- Art Taylor - batteria
- Ray Barretto - congas